# Павловски рејон
Павловски рејон (рус. Павловский район) административно-територијална је јединица другог нивоа и општински рејон смештен у северном делу Краснодарске покрајине, односно на југозападу европског дела Руске Федерације.
Административни центар рејона је станица Павловскаја.
Према подацима националне статистичке службе Русије за 2017. на територији рејона живело је 66.892 становника или у просеку око 37,9 ст/км². По броју становника налази се на 25. месту међу административним јединицама Покрајине. Површина рејона је 1.788,8 км².

## Географија
Павловски рејон се налази у северном делу Краснодарске покрајине, обухвата територију површине 1.788,8 км² и по том параметру налази се на 16. месту међу административним јединицама у Покрајини. Његова територија на северу је ограничена Криловским рејоном, на западу су Лењинградски и Каневски, а на југу Брјуховечки и Виселковски рејон. На истоку се налазе Новопокровски и Тихоречки рејон.
Рејон се налази на подручју ниске и доста једноличне Кубањско-приазовске низије и карактерише га типичан равничарски рељеф испресецан бројним водотоцима. Просечна надморска висина је око 50 метара. Најважнији водотоци су Сосика, која протиче централним делом рејона, Челбас који протиче јужним делом и Јеја на крајњем истоку рејона. На рекама се налазе бројни вештачки прудови којима је регулисан речни ток, а који су узроковали стварање језерских акваторија укупне површине око 384 хектара.

## Историја
Павловски рејон је образован 2. јуна 1924. године као једна од административних јединица тадашње Југоисточне области. Првобитно га је чинило 11 сеоских совјета. У септембру 1937. улази у састав Краснодарског краја. 

## Демографија и административна подела
Према подацима са пописа становништва из 2010. на територији рејона живело је укупно 67.521 становника, док је према процени из 2017. ту живело 66.892 становника, или у просеку око 37,9 ст/км². По броју становника Павловски рејон се налази на 25. месту у Покрајини.
| 1959.  | 1970.  | 1979.  | 1989.  | 2002.  | 2010.  | 2017.   |
| ------ | ------ | ------ | ------ | ------ | ------ | ------- |
| 59.107 | 97.795 | 65.370 | 63.949 | 68.470 | 67.521 | 66.892* |

Напомена:* Према процени националне статистичке службе. 
На територији рејона налазе се укупно 29 насељених места административно подељених на 11 другостепених руралних општина. Административни центар рејона и његово највеће насеље је станица Павловскаја у којој је живело нешто више од 31.000 становника. Више од 5.000 становника имају још и станице Новолеушковскаја и Старолеушковскаја.

## Саобраћај
Преко територије Павловског рејона пролазе два аутопута од националног значаја − аутопут „Дон” који повезује Новоросијск са Москвом и аутопут „Кавказ” који повезује Ростов на Дону са Бакуом. Рејонску територију такође у правцу север-југ пресеца Северно-кавкаска железница. 